# Анастасьевка (Костанайская область)
Анастасьевка (каз. Анастасьевка) — упраздненное село в Алтынсаринском районе Костанайской области Казахстана. Ликвидировано в 1990-е годы. Входило в состав Новоалексеевского сельского округа.

## География
В 7 км к северу от села находится озеро Шубатколь, к юго-востоку — болото Турантайколь.

## Население
В 1989 году население села составляло 22 человека.